# 清东路站
清东路站位于中华人民共和国浙江省温州市乐清市城东街道宁康东路与千帆西路交会处附近，是温州轨道交通S2线一期的北端终点站。本站于2023年8月26日随S2线的开通而启用。

## 车站结构

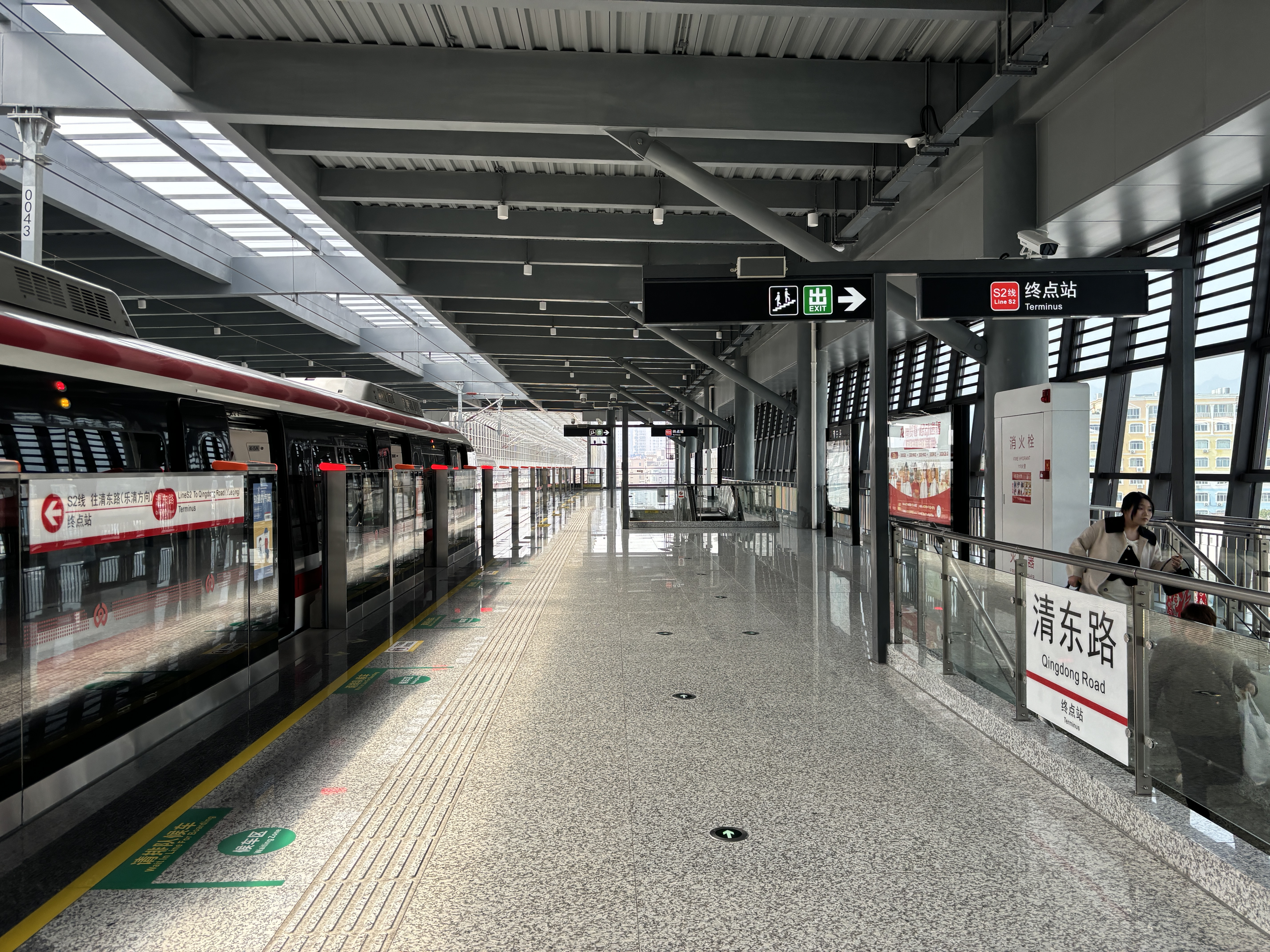
车站站台

本站为路侧高架三层侧式车站（两台两线），总建筑面积为13422平方米，设有3个出入口，以及卫生间1处、母婴室1间。

### 车站楼层
| 地上三层 | 侧式站台 | 侧式站台                                 | 侧式站台 | 侧式站台 |
|          | 一站台   | █ S2线 终点站台                          |          |          |
|          | 二站台   | █ S2线 东山方向（下站：旭阳路）          |          |          |
|          | 侧式站台 |                                          |          |          |
| 地上二层 | 站厅     | 售票机、客服中心、商店、警务室、安检设施 |          |          |
| 地面     | 地面层   | 出入口                                   |          |          |

### 站台
本站设有两个侧式站台，位于宁康东路东侧的上空。本站北侧设有一组交叉渡线和双存车线（目前用于S2线所有列车的站后折返），南侧设有一条单渡线。

## 车站特色
本站提取了海洋文化元素，蓝白相间的色调，塑造了简约、动感的交通空间。站内在墙上展示了出口信息、交通信息、站内空间示意图等，方便市民了解站点相关资讯。

## 公交接驳
- 配套站点：本站西北侧宁康东路设“清东路站”、蛎灰窑公交停靠站各1对[8]。
- 配套线路：10条（乐清23路、乐清34路、乐清103路、乐清105路、乐清107路、乐清109路、乐清111路、乐清115路、乐清K105路、乐清K117路）[8]。